# Alliance Dudelange
Cercle Sportif Alliance Dudelange was een Luxemburgse voetbalclub uit Dudelange. De club ontstond in 1916 uit een fusie van Étoile Rouge (1908) en Étoile Bleue Dudelange en ging in 1991 samen met Stade Dudelange en US Dudelange op in F91 Dudelange. Tijdens de bezetting van Luxemburg door nazi-Duitsland (1940-1944) heette de club FV Rot-Schwarz Düdelingen.

## Geschiedenis
CS Alliance Dudelange speelde in 1928 voor het eerst in de tweede klasse en werd een liftploeg tussen tweede en derde klasse. De club speelde in de schaduw van stadsgenoten US en Stade die vooral in de jaren veertig de hoogste klasse domineerden. In 1949 degradeerde de club opnieuw naar de derde klasse, maar hierna herpakte de club zich en kon in 1952 zelfs voor het eerst naar de hoogste klasse promoveren. Daar werd de club gedeeld derde laatste en speelde een testwedstrijd tegen SC Tétange om het behoud, maar verloor deze met 3-2. Na één seizoen keerde de club terug naar de hoogste klasse en vestigde zich de volgende jaren in de middenmoot. Ondanks een zesde plaats in 1960 moest de club gedwongen degraderen en werd het volgende jaar kampioen in tweede, voor rivaal US Dudelange. Datzelfde seizoen won de club ook de bekerfinale van Union Luxemburg en mocht zo Europees spelen, het Oost-Duitse Motor Jena was echter een maatje te groot. In de competitie werd wel een van de beste seizoenen in de geschiedenis van de club gespeeld. Union Luxemburg werd met voorsprong kampioen maar Alliance was een goede tweede en had acht punten voorsprong op de derde plaats en in de bekerfinale won het opnieuw van Union. Europees moest de club het opnieuw afleggen, dit keer tegen B 1909 Odense. De club kon wel twee van de vier Europese wedstrijden gelijk spelen, iets wat maar weinig andere Luxemburgse clubs kunnen zeggen. De volgende seizoenen eindigde de club in de middenmoot en degradeerde in 1966.
In 1970 keerde de club terug, maar moest na twee seizoenen opnieuw een stap terugzetten. In 1974 promoveerde Alliance opnieuw en kon zich nu langer in de eerste klasse handhaven, tot 1979, maar meer dan een middenmootplaats zat er niet in. Seizoen 1979-1980 bracht de club in de tweede klasse door en dan weer drie seizoenen eerste klasse. Van 1984 tot 1988 en in 1990 speelde de club nog in de hoogste klasse. Nu was Alliance de sterkste van de stad, US en Stade hadden hun pluimen al verloren. Om die reden besloten de drie clubs te fuseren om één sterke club te worden. Dat werd F91 Dudelange dat sinds het seizoen 1999-2000 de competitie domineert.

## Erelijst
Beker van Luxemburg
Winnaar: 1961, 1962
Finalist: 1969

## Alliance in Europa
#Q = #kwalificatieronde, 1/8 = achtste finale, T/U = Thuis/Uit, W = Wedstrijd, PUC = punten UEFA coëfficiënten .
Uitslagen vanuit gezichtspunt Alliance Dudelange
| Seizoen | Competitie   | Ronde | Land                                    | Club          | Totaalscore | 1e W    | 2e W    | PUC |
| ------- | ------------ | ----- | --------------------------------------- | ------------- | ----------- | ------- | ------- | --- |
| 1961/62 | Europacup II | 1/8   | Vlag van Duitse Democratische Republiek | Motor Jena    | 2-9         | 0-7 (U) | 2-2 (T) | 1.0 |
| 1962/63 | Europacup II | Q     | Vlag van Denemarken                     | B 1909 Odense | 2-9         | 1-1 (T) | 1-8 (U) | 1.0 |

Totaal aantal punten voor UEFA coëfficiënten: 2.0